# Erwin Wagenhofer

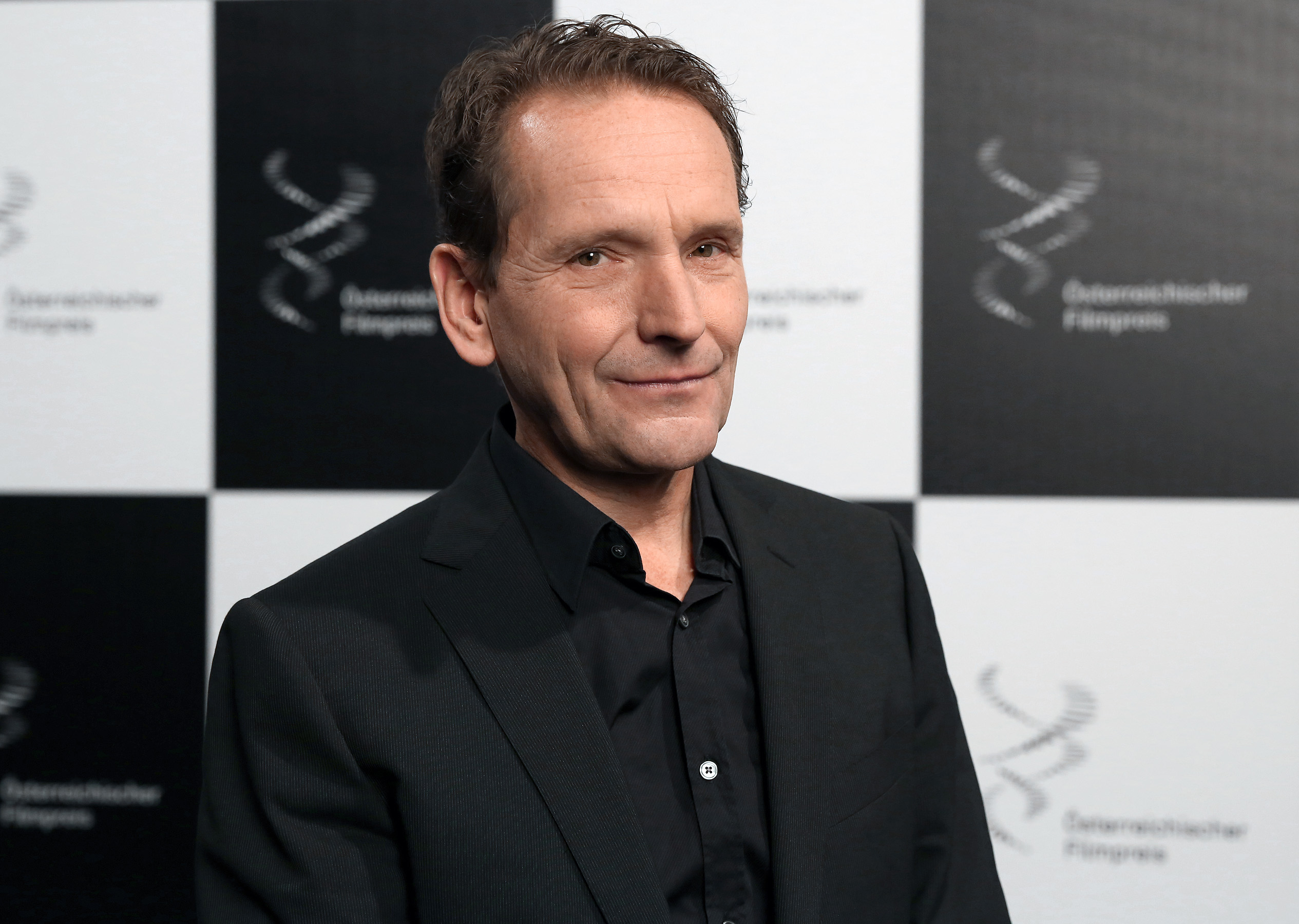
Erwin Wagenhofer (2014)

Erwin Wagenhofer (* 27. Mai 1961 in Amstetten, Niederösterreich) ist ein österreichischer Autor und Filmemacher.

## Leben und Wirken
Erwin Wagenhofer absolvierte seine Ausbildung am  Technologischen Gewerbemuseum Wien in der Abteilung Nachrichtentechnik und Elektronik. Es folgte eine dreijährige Entwicklertätigkeit bei Philips Österreich in dessen Video-Abteilung. Wagenhofer realisierte in dieser Zeit erste Kurzspielfilme. Als ersten von diesen stellte er 1981 Endstation normal fertig. Sein 1983 gedrehter Kurzfilm Das Loch wurde am Filmfestival Krakau gezeigt.
1983 wechselte er in die Filmbranche, wo er bis 1987 als freischaffender Regie- und Kameraassistent bei diversen ORF-Produktionen sowie Spiel- und Dokumentarfilmen tätig war. Seit 1987 ist er freischaffender Autor und Filmemacher. Als solcher erstellte er 1988 sein erstes filmisches Künstlerporträt: in Das Fragmentarische in der Kunst porträtiert er Oswald Oberhuber. Der Film wurde in der ORF-Sendung Kunst-Stücke sowie an den Österreichischen Filmtagen Wels gezeigt.
Von 1995 bis 2000 war er Lehrbeauftragter an der Donauuniversität in Krems, er unterrichtete dort an der Europäischen Journalismus Akademie die Fächer Kamera und TV-Dokumentation. Von 2002 bis 2010 war er Lehrbeauftragter an der Universität für angewandte Kunst in Wien. Seit 2001 hat Wagenhofer auch einige Drehbücher zu Spiel- und Dokumentarfilmen fertiggestellt, die bisher nicht realisiert wurden. Hierzu zählen die Spielfilmdrehbücher Vergiss Neider! (2001) und Ach Paul... (2005) sowie das Drehbuch für die Dokumentation C2H5OH – Äthanol oder schlicht Alkohol (2003).
2005 realisierte Wagenhofer seinen ersten Langdokumentarfilm fürs Kino: We Feed the World. Die von der Allegro Film produzierte Dokumentation handelt von der zunehmenden Industrialisierung der Nahrungsmittelproduktion und wirft einen kritischen Blick auf die internationale Agrarpolitik, insbesondere auf die Rolle der EU in diesem Zusammenhang. Der Film erreichte europaweit über 800.000 Besucher, wurde an zahlreichen Festivals gezeigt und mehrfach ausgezeichnet.
Anlässlich des Weltspartags, der in Deutschland am 30. Oktober 2008 begangen wurde, startete Wagenhofers neuer Dokumentarfilm Let’s Make Money in den deutschen Kinos, in Österreich am Tag darauf. Der Film dokumentiert die Geldströme im globalen Finanzsystem und bezeugt die ungleiche Vermögensverteilung auf der Welt sowie innerhalb von Gesellschaften.
2010 stellte Wagenhofer seinen ersten Kinospielfilm vor.  Black Brown White erzählt die Geschichte eines österreichischen Fernfahrers, der aus Marokko nicht nur Gemüse nach Österreich transportiert, sondern gegen hohe Bezahlung in seinem Sattelschlepper auch Afrikaner illegal nach Spanien bringt. In diesem fiktionalen Werk weist Wagenhofer ebenfalls auf eklatante Missstände im Gesellschaftssystem der Industriestaaten hin.
Nach den Themen Ernährungsindustrie und Geldwirtschaft stellte Wagenhofer 2013 seinen Dokumentarfilm Alphabet vor, der sich kritisch mit den internationalen Bildungssystemen auseinandersetzt.

## Filmografie
Bei der Premiere seines Films We Feed the World im Gartenbaukino Wien.

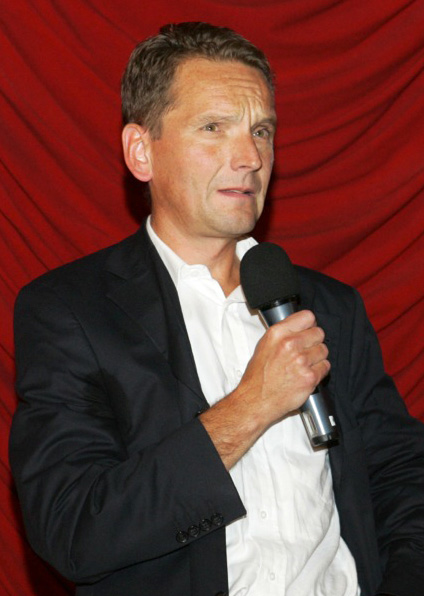
Erwin Wagenhofer (2005)
Bei der Premiere seines Films We Feed the World im Gartenbaukino Wien.

- 1981: Endstation normal (Kurzspielfilm)
- 1982: Der stumme Frühling (Kurzspielfilm)
- 1983: Das Loch (Kurzspielfilm)
- 1988: Das Fragmentarische in der Kunst (Filmporträt, mit und über Oswald Oberhuber; Erstausstrahlung: ORF, Kunst-Stücke)
- 1990: Wettertanz (Filmporträt, mit und über Christian Ludwig Attersee; Erstausstrahlung: ORF)
- 1995: Chasing After The Molecule (Dokumentarfilm, 58 min[4])
- 1997: Off Screen (Portraits von Filmgewerbetreibenden abseits der Leinwand; Erstausstrahlung in „100 Jahre Kino“)
- 1998: Menschen am Fluss (Dokumentation, Erstausstrahlung: ORF Nightwatch)
- 1999: Die vergorene Heimat (Erstausstrahlung: Bayerischer Rundfunk)
- 1999: Daheim in Europa (Dokumentation)
- 2000: Der Gebrauch des Menschen (Filmporträt mit und über Aleksandar Tišma, 90 min)
- 2001: Limes … Aktion Limes (Kurzdokumentation)
- 2002: Moving Vienna (Kurzdokumentation)
- 2002: Agnes … (Kurzspielfilm)
- 2003: Operation Figurini (Dokumentarfilm, 55 min)
- 2005: We Feed the World (Dokumentarfilm, 100 min)
- 2008: Let’s Make Money (Dokumentarfilm, 110 min)
- 2010: Black Brown White (Kinofilm, 107 min)
- 2013: Alphabet (Dokumentarfilm, 113 min)
- 2019: But Beautiful (Dokumentarfilm, 116 min)

## Auszeichnungen
- Toronto International Film Festival 2005: Official Selection
- International Documentary Film Festival Amsterdam 2005: in Competition
- Britdoc Film Festival Oxford 2006: in Competition
- Motovun Film Festival: Amnesty International Human Rights Award
- Motovun Film Festival: FIPRESCI-Preis
- Internationales Leipziger Festival für Dokumentar- und Animationsfilm 2006: Best Documentary
- Österreichischer Filmpreis 2006
- International Documentary Film Festival Amsterdam 2008: in Competition
- Österreichischer Filmpreis (Austrian Ticket) 2008
- Sundance Film Festival 2009: in Competition
- HotDocs Film Festival 2009: in Competition
- Deutscher Dokumentarfilmpreis/Dokville 2009
- World Shift Ethics Award 2009
- Thomas-Pluch-Drehbuchpreis – Würdigungspreis 2011

## Publikationen
- mit Sabine Kriechbaum, André Stern: alphabet: Angst oder Liebe. Ecowin Verlag, Salzburg 2013, ISBN 978-3-7110-0041-5
- mit Sabine Kriechbaum: But Beautiful: Nichts existiert unabhängig. Verlag Antje Kunstmann, München 2019, ISBN 978-3-95614-322-9 (223 S.).